# Влюблённый мужчина
«Влюблённый мужчина» (фр. Un homme amoureux) — романтическая драма режиссёра Дианы Кюрис, снятая в 1987 году.

## Сюжет
В Риме планируется съёмка фильма об итальянском писателе-коммунисте Чезаре Павезе, покончившим с собой в 42 года. На главную роль приглашают именитого американского актёра Стива Эллиота. В свою очередь он предлагает на роль подруги писателя Габриэллы молодую актрису Джейн Штайнер. Отношения Стива и Джейн продолжаются и вне съёмочной площадки, чему способствует как романтическая обстановка, так и драматический сюжет фильма.
Тем временем в Италию приезжает жена Эллиота Сьюзан. Джейн же возвращает к своему приятелю Бруно, однако Стив продолжает звонить ей, а после конфликта с женой едет в Париж, где Штайнер работает в экспериментальном театре. Здесь после вечеринки с участниками труппы между Стивом и Джейн происходит первая ночь любви. На следующий день Эллиот возвращается на съёмки, девушка летит вслед за ним. Они нескучно проводят время на загородной вилле, однако сюда неожиданно приезжает Сьюзан. Происходит бурная семейная сцена.
А Джейн узнаёт, что в состоянии её матери произошли изменения к худшему, так что она возвращается к родителям. Её мать после продолжительной болезни умирает. Стив же снимает последнюю сцену в фильме — сцену самоубийства писателя, после чего едет к своей возлюбленной, затем Эллиот уходит из жизни девушки. Джейн же пишет роман «Влюблённый мужчина»…

## В ролях
- Питер Койоти — Стив Эллиот
- Грета Скакки — Джейн Штайнер
- Джейми Ли Кёртис — Сьюзан Эллиот
- Клаудия Кардинале — Джулия Штайнер
- Питер Ригерт — Майкл Познер
- Джон Берри — Гарри Штайнер
- Венсан Линдон — Бруно Шлоссер
- Жан Пигоцци — Данте Пицани
- Элиа Кац — Сэм
- Константин Александров — де Витта

## Награды
- 1987 Каннский кинофестиваль — номинация на «Золотую пальмовую ветвь».
- 1987 премия «Сезар»:
  - номинация в категории «лучшая афиша».
  - номинация в категории «лучшее звуковое сопровождение».